# Haut-Maînil
Haut-Maînil is een dorp in de Franse gemeente Quœux-Haut-Maînil in het departement Pas-de-Calais. Het dorpscentrum ligt een halve kilometer ten oosten van het centrum van Quœux, waarmee het vergroeid is.

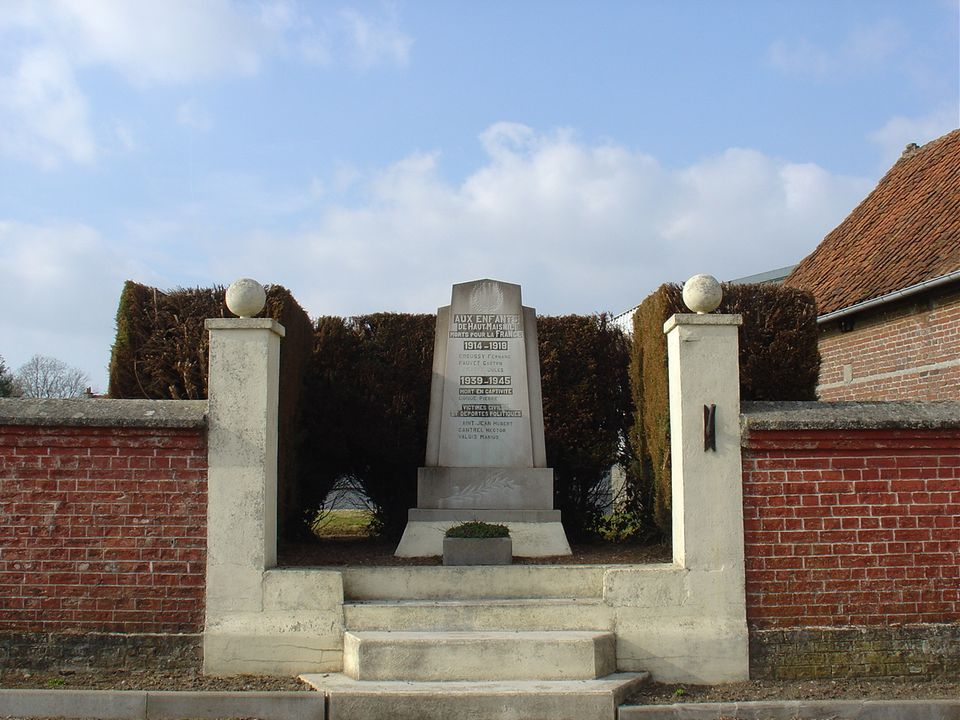
Monument aan de gesneuvelden

## Geschiedenis
Een oude vermelding van Haut-Maînil gaat terug tot het begin van de 14de eeuw als Hautemaisnil. Op de 18de-eeuwse Cassinikaart is het dorp weergegeven als Haut-Maisnil.
Op het eind van het ancien régime werd Haut-Maînil een gemeente.
In 1972 werd de gemeente Haut-Maînil aangehecht bij buurgemeente Quœux, die werd hernoemd in Quœux-Haut-Maînil.

## Bezienswaardigheden
- De Église Saint-Thomas uit 1774